# حصاد الغذائية

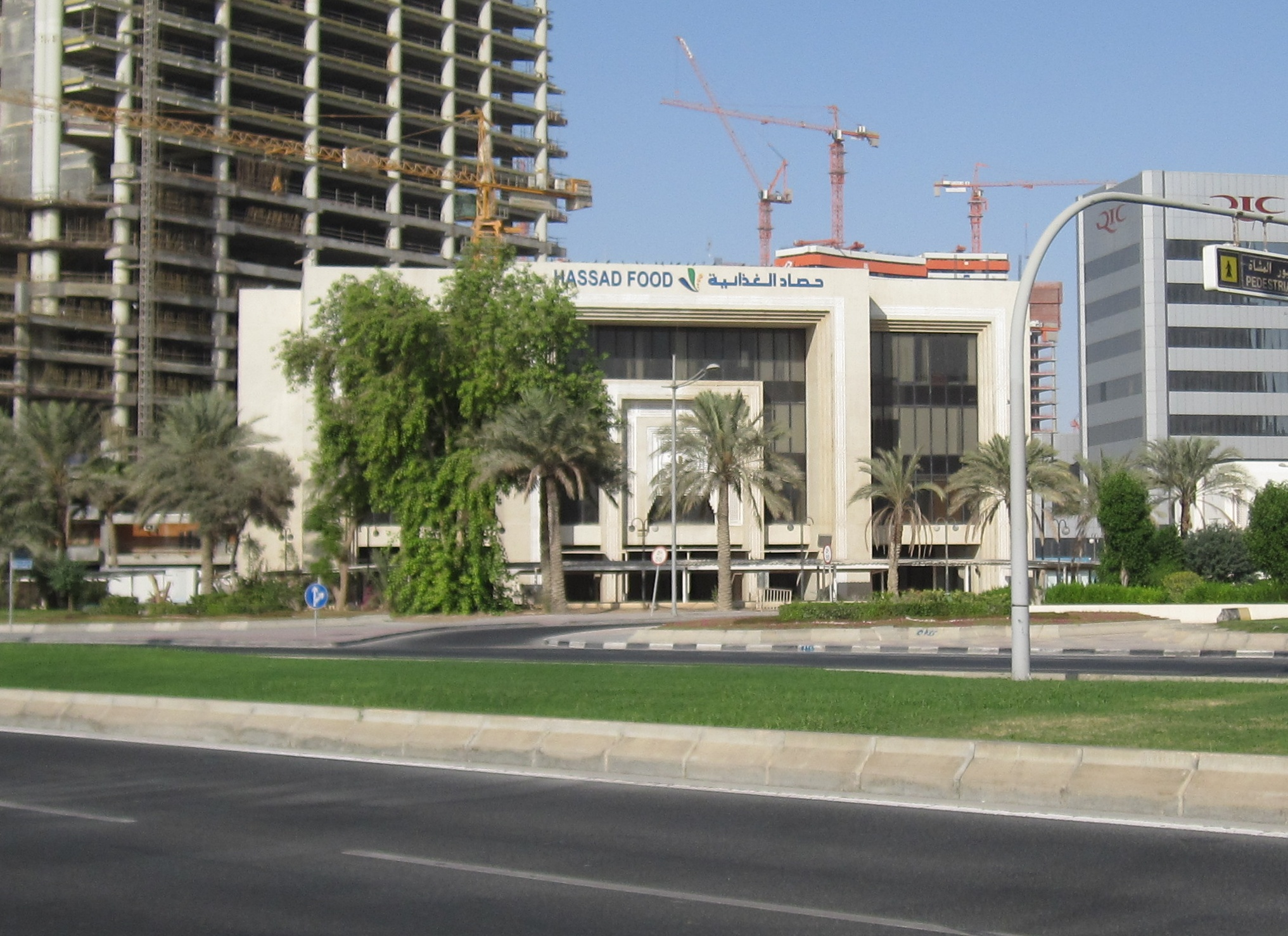
المقر الرئيسي لشركة حصاد الغذائية في الدوحة

شركة حصاد الغذائية هي الذراع الاستثماري لهيئة الاستثمار القطرية مع التركيز الأساسي على مجال الزراعة .  وتسعى الشركة إلى تلبية 60% من الطلب على الغذاء في قطر. 

## تاريخ
تأسست شركة حصاد الغذائية في عام 2008 بهدف تحقيق الاكتفاء الذاتي من الغذاء لدولة قطر . 

## الاستثمارات
أُعلن في يونيو 2013 أن الشركة تخطط لاستثمار 500 مليون دولار أمريكي في الهند لضمان إنتاج البن والأرز والهيل. ولتحقيق هذا الهدف، استحوذت الشركة على حصة الأغلبية في شركة بوش للأغذية في أبريل 2013.  وفي ديسمبر 2014، قدمت شركة حصاد للأغذية تقرير معلومات أولي ضد شركة بوش للأغذية بزعم تزويرها لقوائمها المالية وسجلات مخزونها. 
أعلنت شركة حصاد للأغذية رسميًا عن نيتها استثمار 400 مليون دولار أمريكي في صناعة الزراعة في تركيا في أكتوبر 2014.  وفي أبريل 2015، كشفت الشركة عن خططها لاستثمار مليار دولار أمريكي في السودان . 

## الشركات التابعة

### حصاد أستراليا
تأسست شركة حصاد أستراليا التابعة للشركة في أوقيانوسيا في نوفمبر 2009، وتمثل أول استثمار خارجي كبير لها.  ليندسي فالفي هو مدير المؤسسة.  في أكتوبر 2013، قُدِّر الناتج السنوي لإنتاج حصاد أستراليا بنحو 100 ألف رأس من الأغنام و150 ألف طن من الحبوب. 
اعتبارًا من يونيو 2014، تمتلك شركة حصاد أستراليا ثلاثة عشر مزرعة تبلغ مساحتها 750 ألف هكتار في أستراليا لأغراض إنتاج الأغنام والقمح.  وقد تم تقييم إجمالي استثمار الشركة في صناعة الزراعة في أستراليا بنحو 500 مليون دولار اعتبارًا من عام 2015.  وقد تم توجيه انتقادات لأنشطة الاستيلاء على الأراضي التي تقوم بها الشركة داخل أستراليا. 
حتى عام 2017، استثمرت شركة حصاد للأغذية أكثر من 500 مليون دولار لشراء أراضٍ زراعية رئيسية في أستراليا، لتمتلك 3000 كيلومتر مربع، مع خمسة عقارات في نيو ساوث ويلز، وواحد في فيكتوريا، وواحد في كوينزلاند، وثلاثة في جنوب أستراليا، وثلاثة في غرب أستراليا. وكانت الشركة تقترح استثمار 500 مليون دولار أخرى في أستراليا. وقال السيناتور برناردي : "يمكننا إجراء نقاش وحوار حول حكمة الملكية الأجنبية لبعض أصولنا الاستراتيجية، لكنني لا أعرف كيف يمكن لأي شخص أن يبرر امتلاك حكومة يعترف بها أقرانها وحلفاؤها كممول للإرهاب لمثل هذه الموارد في بلدنا".  نُشر تاريخ كامل لمشروع حصاد أستراليا في عام 2019 بواسطة ليندسي فالفي .

### واحة زلال
تأسست شركة زلال أواسيس كشركة تابعة لشركة حصاد الغذائية في عام 2013، كمشروع مشترك مع شركة أواسيس أجروتكنولوجي، وهي شركة إسبانية تمثل اتحادًا لأربع شركات إسبانية في ألميريا، إسبانيا. تمتلك أواسيس والشركات التابعة لها أكثر من 30,000 هكتار مزروعة في ألميريا. كانت أواسيس مسؤولة عن تكييف تقنية الزراعة المائية الخاصة بأحد أعضائها للاستخدام في الظروف البيئية الفريدة في الخليج، أي درجات الحرارة المرتفعة جدًا في الصيف مع الرطوبة العالية. حققت أواسيس زلال إنتاجًا للخضروات على مدار العام، وهو أمر فريد من نوعه في قطر، من خلال تطوير نظام تبريد بالهواء الجاف لا يستخدم الماء، على عكس أنظمة التبريد التبخيري الشائعة الاستخدام. يتم تصنيف ما يصل إلى 87٪ من منتجات خضروات أواسيس زلال في النطاق الأعلى من معايير التصنيف في الاتحاد الأوروبي، ويتم رفض أقل من 1٪ من المنتجات النباتية. إن العائد الزراعي لكل وحدة من المياه المستخدمة هو الأعلى باستخدام تقنية واحة زلال، مقارنةً بكل من تقنيات الدفيئة الأخرى والزراعة في الحقول المفتوحة. ونظرًا لأن 98% من واردات قطر من الفاكهة والخضروات يتم استيرادها عبر طريق واحد من المملكة العربية السعودية، فإن واحة زلال لديها هدف أساسي يتمثل في تحقيق 50 إلى 70% من الاكتفاء الذاتي من الخضروات في قطر. إن المنشأة الرئيسية للشركة هي دفيئة بحثية وتطويرية في الشحانية تستخدم نظام تبريد بالهواء الجاف مصمم خصيصًا ونظام زراعة المحاصيل.  ويهدف هذا النظام إلى أن يكون أكثر فعالية من حيث التكلفة مع توسيع نطاق خيارات المحاصيل القابلة للتطبيق.  تم تخصيص حوالي 200 هكتار من الأراضي للشركة. 

## أنظر أيضاً
- قطر
- الأزمة الدبلوماسية القطرية 2017

## روابط خارجية
- الموقع الرسمي